# Codice dei contratti pubblici
Il codice dei contratti pubblici o codice degli appalti è una legge della Repubblica Italiana emanata con decreto legislativo 31 marzo 2023, n. 36 che regola la materia degli appalti pubblici (di lavori, forniture, servizi) e delle concessioni amministrative. 
È stato emanato in attuazione delle direttive europee 2014/24/UE sugli appalti pubblici, la direttiva 2014/25/UE relativa ai settori speciali, la direttiva 2014/23/UE sui contratti di concessione. Il Codice degli appalti trova applicazione nel caso di committenza pubblica mentre per la committenza privata vige il solo Codice civile.
Sono definite in questo testo normativo le modalità attraverso le quali la pubblica amministrazione acquisisce beni e servizi, affida lavori e concessioni. Quando il settore pubblico deve soddisfare le proprie necessità acquisitive, ha l'obbligo di comportarsi secondo le regole dell'evidenza pubblica, principio cardine per individuare l'affidatario. Pertanto, le fasi che portano all'individuazione dell'affidatario sono regolate dal diritto amministrativo con giurisdizione del giudice amministrativo, mentre il contratto stipulato con l'affidatario è regolato secondo il diritto civile, con giurisdizione del giudice civile.

## Contenuti
Il Codice del 2023 è l'evoluzione normativa di 30 anni di legislazione:
1. il Regio decreto 23 maggio 1924, n. 827, Regolamento per l’amministrazione del patrimonio dello Stato, e alcune norme di settore, sono state progressivamente integrate e sostituite;
2. la legge Merloni, L.109/1994 normava l’acquisizione di lavori pubblici;
3. il D.lgs. 157/1995 che attuava la direttiva 92/50/CEE per gli acquisti di servizi;
4. il D.lgs. 158/1995 che attuava le direttive 90/531/CEE e 93/38/CEE per gli acquisti di beni;
5. il D.lgs. 163/2006 che attuava le direttive europee del 2004, 2004/17/CE e 2004/18/CE;
6. il D.lgs. 50/2016 che attuava le direttive europee del 2014, attualmente vigenti, 2014/23/UE, 2014/24/UE e 2014/25/UE sull'aggiudicazione dei contratti di concessione, sugli appalti pubblici e sulle procedure d'appalto degli enti erogatori nei settori acqua, energia, trasporti;
7. il D.lgs. 36/2023 che sistematizza numerose istanze di riforma, diversi decreti emendativi in materia per velocizzare le procedure e per dare risposte alle necessità emergenti dalla pandemia da COVID, anche su propulsione dei progetti legati al PNRR, per migliorare la trasparenza, aumentare la digitalizzazione delle procedure, la loro dematerializzazione e piena tracciabilità;
8. il D.Lgs.209/2024 (Decreto “Correttivo” Codice Appalti) che recepisce i principali orientamenti giurisprudenziali emersi dopo l’entrata in vigore del Codice, nonché le criticità segnalate dall’Autorità nazionale anticorruzione (ANAC), al fine di garantire un’applicazione uniforme dei principi, soprattutto sui temi di particolare interesse come la “revisione prezzi”, il concetto di “equivalenza” in relazione alle tutele previste dai contratti collettivi nazionali di lavoro e il principio dell’equo compenso, specificamente per i servizi di ingegneria e architettura.[2]

II codice degli appalti consta di 229 articoli suddivisi in 5 libri:
1. Il primo libro contiene i principi generali e le disposizioni riguardanti la digitalizzazione dei contratti pubblici, la loro programmazione e progettazione;
2. Il secondo libro riguarda gli appalti di lavori, servizi e forniture. Contiene indicazioni sui soggetti interessati, in particolare le stazioni appaltanti da un lato e dall'altro gli operatori economici;
3. Il terzo libro riguarda gli appalti dei settori speciali;
4. Il quarto libro è dedicato al partenariato pubblico-privato ed alle concessioni;
5. Il quinto libro, infine, riguarda la gestione del contenzioso, l'ANAC e contiene delle disposizioni finali e transitorie.

Sono poi presenti 37 allegati suddivisi per ciascuno dei 5 libri in cui il Codice è organizzato.
I paragrafi che seguono illustrano i contenuti del Codice, seguendo l'iter della procedura di gara.

## Fasi propedeutiche allo svolgimento delle operazioni di gara (ad evidenza pubblica)

### Programmazione
Ai sensi dell'art. 37 del Codice, le stazioni appaltanti e gli enti concedenti, esclusi i soggetti aggregatori e le centrali di committenza, adottano il programma triennale dei lavori pubblici e il programma triennale degli acquisti di beni e servizi.

### Nomina del responsabile unico del progetto
Ai sensi dell'art. 15 del Codice, deve essere nominato un responsabile unico del progetto (RUP), che ne coordini le fasi e che risponda a terzi anche ai fini delle comunicazioni di legge e ai fini delle pubblicazioni obbligatorie ai sensi delle norme sulla trasparenza.

### Determina a contrarre
La pubblica amministrazione emana un proprio atto formale, la determina a contrarre (art. 17 c. 1 del Codice), con la quale individua gli elementi essenziali del contratto da affidare, i requisiti di ammissione degli operatori economici e i criteri di valutazione delle offerte.

## Valore del contratto e procedure di affidamento
Se il valore del contratto da affidare supera gli importi previsti dall'art. 14 del Codice, la cosiddetta soglia di rilevanza europea (ex soglia di rilevanza comunitaria), il bando viene pubblicato sulla Gazzetta ufficiale dell'Unione europea (GUUE) e vengono così informati tutti gli operatori economici dell'Unione europea. Sopra questi importi, le direttive europee garantiscono un quadro normativo comune e omogeneo. Ciò affinché siano assicurate la pubblicità e la partecipazione, a livello continentale, alle procedure di gara di rilevante importo. Questa è la differenza tra le gare sopra soglia e quelle sotto soglia. In base all'importo si potranno adottare differenti procedure di scelta del contraente. 

### Procedure sopra soglia
Al di sopra delle soglie si possono esperire le seguenti procedure:
1. Procedura aperta o pubblico incanto;
2. Procedura ristretta o licitazione privata (ad esempio a seguito di manifestazione di interesse);
3. Procedura competitiva con negoziazione;
4. Procedura negoziata (o trattativa privata) con o senza previa pubblicazione di un bando di gara;
5. Dialogo competitivo;
6. Partenariato per l'innovazione.

### Procedure sotto soglia
Al di sotto delle soglie si possono esperire le seguenti procedure:
1. Affidamento diretto, ovvero la stazione appaltante affida direttamente un contratto, senza gara, ma sempre secondo le regole stabilite dal Codice all'articolo 50. Nell'affidamento diretto vige il principio di rotazione degli affidamenti (art. 49): in applicazione del principio di rotazione è vietato l’affidamento o l’aggiudicazione di un appalto al contraente uscente;
2. Procedura negoziata previa pubblicazione di un bando di gara;
3. Procedura negoziata senza previa pubblicazione di un bando di gara;
4. Procedura aperta come previsto all'articolo 50 del Codice;
5. Affidamento diretto in casi somma urgenza e protezione civile fino al triplo della soglia europea (articolo 140 del Codice).

## Requisiti di partecipazione
La legge impone che, per partecipare a una procedura di gara pubblica, un operatore economico debba possedere alcuni requisiti. La maggior parte di essi viene autodichiarata nel DGUE (Documento di gara unico europeo; in inglese ESPD European Single Procurement Document) ai sensi del d.p.r. 445/2000 in fase di partecipazione alla procedura, e deve essere dimostrata dal provvisorio aggiudicatario prima della stipula del contratto. 
I requisiti che devono possedere i concorrenti sono di due tipi:
- requisiti di ordine generale
- requisiti di ordine speciale

### Requisiti di ordine generale
I requisiti di ordine generale sono previsti dagli articoli 94, 95 e 98 del Codice ed escludono la possibilità di partecipare alle procedure ad evidenza pubblica per le imprese che abbiano commesso alcuni tipi di illeciti. La stazione appaltante deve perciò escludere gli operatori economici che si trovano in determinate situazioni, tassativamente previste, che li connotano come soggetti privi di affidabilità morale e di onorabilità.

### Requisiti di ordine speciale
I requisiti di ordine speciale (articolo 100 del Codice) si suddividono a loro volta in tre sub-categorie:
- requisiti di idoneità professionale
- requisiti di capacità economico-finanziaria
- requisiti di capacità tecnico professionale

I requisiti di idoneità professionale prevedono normalmente l'iscrizione nel registro delle imprese, oppure in albi di settore.
Per eseguire un’opera di rilevanti dimensioni, ad esempio, sarà necessario che negli ultimi tre anni l’operatore economico abbia conseguito almeno un certo fatturato minimo (capacità economico finanziaria) che dimostri l'adeguatezza dell'impresa alle dimensioni della procedura di gara.
Per i requisiti di capacità tecnico professionale l'impresa normalmente dovrà dimostrare di avere eseguito forniture/servizi/opere analoghe a quelle bandite.
Le stazioni appaltanti precisano nel bando di gara i requisiti che devono essere posseduti dal concorrente, nonché gli altri eventuali che ritengono di richiedere (come ad esempio le certificazioni ISO). 

### Principio di proporzionalità
Il principio di proporzionalità, come sancito dalla giurisprudenza, si può spiegare come segue (in merito si ricorda una sentenza del Tribunale Amministrativo Regionale del Lazio; sul tema sono disponibili sul web diverse sentenze di vari Tar e del Consiglio di Stato):
La stazione appaltante deve dunque precisare, nel bando di gara, nel disciplinare di gara o nella lettera d'invito, quali requisiti devono essere posseduti e dimostrati, a seconda della natura, della quantità o dell'importanza e dell'uso delle forniture, dei servizi o dei lavori. Le informazioni richieste non possono eccedere l'oggetto dell'appalto per il principio in parola. Ciò anche al fine di evitare la gara "sartoriale", cioè la gara cucita su misura con i requisiti del concorrente che si vuole fare vincere, in violazione delle leggi. 
Nella ricezione delle informazioni relative ai requisiti di partecipazione, si deve tener conto dell'esigenza di protezione dei segreti tecnici e commerciali dei concorrenti, che non devono essere divulgati a terzi.

## Garanzia (o cauzione) provvisoria
La garanzia provvisoria copre la mancata aggiudicazione dopo la proposta di aggiudicazione e la mancata sottoscrizione del contratto imputabili a ogni fatto riconducibile all’affidatario o conseguenti all’adozione di informazione antimafia interdittiva emessa ai sensi degli articoli 84 e 91 del codice delle leggi antimafia e delle misure di prevenzione, di cui al decreto legislativo 6 settembre 2011, n. 159. 
Ai sensi dell'art.101 co. 1 lett. a) la garanzia provvisoria deve essere costituita prima del termine per la scadenza delle offerte e ciò deve essere dimostrabile mediante documenti aventi data certa (ad esempio tramite la marcatura temporale). 
Lo svincolo della cauzione provvisoria è automatico per tutti i concorrenti che l'hanno presentata per partecipare alla procedura di gara ed avviene al momento della comunicazione dell'aggiudicazione. Per l'aggiudicatario lo svincolo della cauzione provvisoria avviene alla stipula del contratto. Non è perciò necessaria la lettera di svincolo da parte della stazione appaltante.
Il regime della cauzione provvisoria varia a seconda che la procedura sia sopra o sotto la soglia europea.
Garanzia provvisoria nel sottosoglia
Il riferimento principale è l'articolo 53 del Codice. La stazione appaltante non richiede le garanzie provvisorie salvo che, nelle procedure di lavori di importo pari o superiore a 150.000,00 euro - fino alla soglia comunitaria - e nelle procedure di beni e servizi di importo pari o superiore a 140.000,00 euro - fino alla soglia comunitaria -, in considerazione della tipologia e specificità della singola procedura, ricorrano particolari esigenze che ne giustifichino la richiesta. Le esigenze particolari sono indicate nella decisione di contrarre oppure nell’avviso di indizione della procedura o in altro atto equivalente.
Quando è richiesta la garanzia provvisoria, il relativo ammontare non può superare l’uno per cento dell’importo previsto nell’avviso o nell’invito per il contratto oggetto di affidamento.
Garanzia provvisoria nel soprasoglia
Riferimento è l'articolo 106. 
L’offerta è corredata da una garanzia provvisoria pari al 2 per cento del valore complessivo della procedura indicato nel bando o nell’invito. Per rendere l’importo della garanzia proporzionato e adeguato alla natura delle prestazioni oggetto dell’affidamento e al grado di rischio a esso connesso, la stazione appaltante può motivatamente ridurre l’importo sino all’1 per cento oppure incrementarlo sino al 4 per cento. La garanzia può essere soggetta a riduzioni come previsto dall'art. 106 co. 8. 
Nel caso di procedure di gara realizzate in forma aggregata da centrali di committenza, l’importo della garanzia provvisoria è fissato nel bando o nell’invito nella misura massima del 2 per cento del valore complessivo della procedura.

## Soccorso istruttorio
Il soccorso istruttorio è un istituto mediante il quale possono essere sanate e/o integrate carenze della documentazione amministrativa presentata in gara dall'operatore economico (non dunque dell'offerta economica e/o tecnica). Il riferimento è l'articolo 101 del Codice.
Il soccorso istruttorio ha la finalità di consentire l’integrazione della documentazione già prodotta in gara, ma ritenuta dalla stazione appaltante incompleta o irregolare sotto il profilo formale, senza però consentire all’offerente di presentare formati in data successiva a quella di scadenza del termine di presentazione delle offerte in violazione dei principi di immodificabilità e segretezza delle offerte stesse, di imparzialità e di par condicio delle imprese concorrenti.
Ciò avviene in virtù del favor partecipationis, ossia nell’interesse pubblico all’ampliamento della platea delle imprese in gara che determina la valutazione di più offerte, e dunque che il vincitore sia il più competitivo. Il favor partecipationis, però, non può violare la par condicio dei partecipanti.

## Criteri di valutazione delle offerte
Secondo l'art. 108 del Codice le stazioni appaltanti procedono all’aggiudicazione degli appalti sulla base del criterio dell’offerta economicamente più vantaggiosa (OEPV) che si basa sul miglior rapporto qualità/prezzo o sulla base del minore prezzo, seguendo un criterio di comparazione costo/efficacia, quale ad esempio il costo del ciclo di vita.
Sono aggiudicati esclusivamente sulla base del criterio dell’offerta economicamente più vantaggiosa:
- i contratti relativi ai servizi sociali e di ristorazione ospedaliera, assistenziale e scolastica, nonché ai servizi ad alta intensità di manodopera;
- i contratti relativi all’affidamento dei servizi di ingegneria e architettura e degli altri servizi di natura tecnica e intellettuale di importo pari o superiore a 140.000 €;
- i contratti di servizi e forniture di importo pari o superiore a 140.000 € caratterizzati da notevole contenuto tecnologico o che hanno un carattere innovativo;
- gli affidamenti in caso di dialogo competitivo e di partenariato per l’innovazione;
- gli affidamenti di appalto integrato.

Si possono aggiudicare con il criterio del minor prezzo i servizi e le forniture con caratteristiche standardizzate o le cui condizioni sono definite dal mercato, fatta eccezione per i servizi ad alta intensità di manodopera.

## Controlli nelle gare
Una volta selezionata la migliore offerta in gara, il Rup formula la proposta di aggiudicazione e si procede alla verifica dei requisiti di partecipazione autodichiarati dal concorrente. Il Codice dispone l'effettuazione di controlli in merito ai requisiti autodichiarati dai concorrenti. 
Nelle procedure di affidamento diretto di importo inferiore a 40.000 euro (art. 52 del codice), gli operatori economici attestano con dichiarazione sostitutiva di atto di notorietà il possesso dei requisiti di partecipazione e di qualificazione richiesti. La stazione appaltante verifica le dichiarazioni, anche previo sorteggio di un campione individuato con modalità predeterminate ogni anno. 
Per le procedure di importo superiore a 40.000 euro, i controlli si effettuano sul Fascicolo Virtuale dell'Operatore Economico (FVOE) - l'evoluzione del precedente sistema AvcPass - gestito tramite piattaforme informatiche dell'Autorità nazionale anticorruzione. In alcuni casi, l'operatività dei servizi ANAC è integrata nella Piattaforma di Approvvigionamento Digitale (PAD) della stazione appaltante.

### White list
Per i settori economici ad elevato rischio di infiltrazione della criminalità organizzata, è obbligatoria l'iscrizione dell'impresa nella “white list”, un registro tenuto presso ogni singola Prefettura che elenca le imprese già sottoposte a verifiche. Ha il compito di accelerare e rendere più efficaci i controlli antimafia. Sono definite maggiormente esposti al rischio di infiltrazione mafiosa i settori:
- estrazione, fornitura e trasporto di terra e materiali inerti;
- confezionamento, fornitura e trasporto di calcestruzzo e di bitume;
- noli a freddo di macchinari;
- fornitura di ferro lavorato;
- noli a caldo;
- autotrasporti per conto di terzi;
- guardiania dei cantieri;
- servizi funerari e cimiteriali;
- ristorazione, gestione delle mense e catering;
- servizi ambientali, comprese le attività di raccolta, di trasporto nazionale e transfrontaliero, anche per conto di terzi, di trattamento e di smaltimento dei rifiuti, nonché le attività di risanamento e di bonifica e gli altri servizi connessi alla gestione dei rifiuti.

In fase di verifica dell'aggiudicatario, l'iscrizione alla white list vale in sostituzione della richiesta della liberatoria (informazione, comunicazione, liberatoria provvisoria) antimafia oppure se le lavorazioni saranno subappaltate o subaffidate a un soggetto terzo, sarà quest’ultimo a dover dimostrare di possedere il requisito dell’iscrizione nella white list. L'iscrizione alla white list è un vero e proprio requisito soggettivo del concorrente, in mancanza del quale viene escluso dalla procedura.
Anche se un’impresa non intende partecipare a gare d’appalto o comunque ricevere affidamenti dalla pubblica amministrazione, l’iscrizione alla white list può rappresentare un elemento di garanzia nei confronti di terzi, anche nei rapporti tra soggetti privati.

### Esito dei controlli
Se i controlli verificano la sussistenza dei requisiti di partecipazione autodichiarati in capo all'operatore economico, la stazione appaltante procede all'aggiudicazione.
Diversamente, nel caso in cui le verifiche accertino che non sussistono i requisiti di partecipazione autodichiarati in capo all'operatore economico (ad esempio in caso di dichiarazioni mendaci), la stazione appaltante è tenuta a procedere:
- all'esclusione del concorrente;
- all'escussione della cauzione provvisoria;
- alla segnalazione all'ANAC, ai fini delle previste sanzioni, tra cui l'iscrizione di note nel Casellario delle Imprese;
- alla segnalazione della circostanza alla Procura della Repubblica, in particolare in presenza di illeciti penali.

In tal caso, la stazione appaltante formula una nuova proposta di aggiudicazione procedendo a nuovi controlli relativi al nuovo aggiudicatario.

## Standstill period
Riferimento è l'articolo 18 comma 3 del codice.
Si individua con la locuzione standstill period il termine dilatorio tra l'aggiudicazione (definitiva) e la stipula del contratto per le procedure al di sopra della soglia di rilevanza europea. Più nello specifico, quando si parla di standstill period si fa riferimento al divieto per la stazione appaltante di stipulare il contratto prima di 35 giorni dalla comunicazione di aggiudicazione. Questo termine dilatorio è stato inserito per permettere all'operatore economico non aggiudicatario di richiedere l'accesso agli atti di gara ed eventualmente di presentare un ricorso. 
Il contratto non può essere stipulato prima di trentacinque giorni dall'invio dell'ultima delle comunicazioni del provvedimento di aggiudicazione. Tale termine dilatorio non si applica nei casi:
1. di procedura in cui è stata presentata o ammessa una sola offerta e non sono state tempestivamente proposte impugnazioni del bando o della lettera di invito, oppure le impugnazioni sono già state respinte con decisione definitiva. Del resto se è stata presentata una sola offerta, non c'è un secondo o un terzo in graduatoria cui gioverebbero i 35 giorni per l'accesso agli atti e i ricorsi. Ecco perché in questo caso non si applica lo standstill period;
2. di appalti basati su un accordo quadro. L'accordo quadro infatti non è immediatamente esecutivo in sé ma necessita di appalti specifici. Per cui già esiste un tempo per presentare i ricorsi o per l'accesso agli atti;
3. di appalti specifici basati su un sistema dinamico di acquisizione;
4. di contratti di importo inferiore alle soglie europee. Per acquisti di modesto valore economico, le esigenze di celerità prevalgono;

## Garanzia (o cauzione) definitiva
La garanzia definitiva viene costituita solo dall'aggiudicatario. Essa è prestata per l'adempimento di tutte le obbligazioni del contratto e per il risarcimento dei danni derivanti dall'eventuale inadempimento delle obbligazioni stesse, nonché per il rimborso delle somme pagate in più all'esecutore rispetto alle risultanze della liquidazione finale, salva comunque la risarcibilità del maggior danno verso l'appaltatore. 
Dopo la presentazione della garanzia definitiva alla stazione appaltante, si procede alla stipula del contratto. Con la sottoscrizione del contratto cessa la giurisdizione del giudice amministrativo (si conclude cioè la procedura ad evidenza pubblica) ed inizia quella del giudice civile.
Anche il regime della cauzione definitiva varia a seconda che la procedura sia sopra o sotto la soglia europea. In ogni caso per essere svincolata è necessaria una lettera di svincolo polizza con la quale il Rup autorizza lo svincolo stante l'eseguita fornitura (o la regolare esecuzione) del Direttore dell'Esecuzione del contratto (DEC).
Garanzia definitiva nel sottosoglia
Il riferimento principale è l'articolo 53 del codice. In casi debitamente motivati è facoltà della stazione appaltante non richiedere la garanzia definitiva per l’esecuzione dei contratti sottosoglia. Quando richiesta, la garanzia definitiva è pari al 5 per cento dell’importo contrattuale.
Garanzia definitiva nel soprasoglia
Riferimento è l'articolo 117 del codice. La garanzia si calcola come segue:
- Nel caso di ribasso d'asta inferiore al 10%, la cauzione sarà il 10% dell'importo contrattuale;
- Nel caso in cui l’aggiudicazione della gara avvenisse con un ribasso d’asta superiore al 10%, si aumenta il 10% di tanti punti percentuali quanti quelli eccedenti il 10% e si moltiplica per l'importo contrattuale;
- Nel caso in cui l’aggiudicazione della gara avvenisse con un ribasso d’asta superiore al 20%, si aumenta il 20% di 2 punti percentuali per ogni punto di ribasso superiore al 20% e si moltiplica per l'importo contrattuale;

La garanzia definitiva così calcolata può essere soggetta a riduzioni come previsto dall'art. 106 co. 8 e dall'art.117 comma 3.
Nel caso di procedure aventi ad oggetto accordi quadro, l’importo della garanzia definitiva per tutti gli operatori economici aggiudicatari è indicato nella misura massima del 2 per cento dell’importo dell’accordo quadro.
Nel caso di procedure realizzate in forma aggregata da centrali di committenza, l'importo della garanzia è indicato nella misura massima del 10 per cento dell'importo contrattuale.

## Subappalto
Il subappalto di una commessa pubblica differisce dal subappalto civilistico. Il concorrente che intendesse subappaltare l'esecuzione di parte delle prestazioni deve dichiararlo anticipatamente nella documentazione amministrativa e più precisamente nel DGUE.
L’art. 119 del D.Lgs. n. 36/2023 al comma 2 definisce il subappalto come il contratto con il quale l’appaltatore affida a terzi l’esecuzione di parte delle prestazioni o lavorazioni oggetto del contratto di appalto, con organizzazione di mezzi e rischi a carico del subappaltatore. 
Per i lavori, si considera subappalto qualsiasi contratto stipulato dall’appaltatore con terzi avente ad oggetto attività che richiedono l’impiego di manodopera, quali forniture con posa in opera e i noli a caldo (il noleggio di un'attrezzatura con il personale necessaria al suo funzionamento - ad esempio una gru con gruista, un escavatore con il suo addetto -), se singolarmente di importo superiore al 2% dell’importo delle prestazioni affidate o di importo superiore a 100.000 euro e qualora l’incidenza del costo della manodopera e del personale sia superiore al 50% dell’importo del contratto da affidare.
Non è indicato un limite alle prestazioni subappaltabili. È vietata la cessione del contratto ed è nullo l’accordo con cui sia affidata l’integrale esecuzione delle prestazioni o lavorazioni relative alla categoria prevalente e dei contratti ad alta intensità di manodopera. 
È invece possibile il subappalto a cascata, cioè il subappalto del subappalto. Il subappalto a cascata è una vexata quaestio, cioè questa possibilità viene da molti criticata perché ogni subappaltatore trattiene il suo utile e alla fine della catena dei subappalti è frequente che si economizzi sulle spese per la sicurezza, sui salari oppure facendo figurare solo alcuni lavoratori in regola per assumerne altri in nero. Si rischia cioè che chi poi materialmente esegue la prestazione venga sottopagato, lavori in nero e/o senza sicurezza. Sempre per risparmiare è possibile il decadimento della qualità dei lavori/forniture/servizi se si subappalta a imprese con scarse competenze ma più economiche. Inoltre le mafie potrebbero riciclare il denaro sporco depositando in banca il denaro proveniente dai contratti dei subappalti e pagando in nero la manodopera e le forniture impiegate nel subappalto.

## Aspetti critici
- Il Codice prescrive che le stazioni appaltanti usino una PAD (piattaforma di approvvigionamento digitale)[5] certificata ANAC e censita nel registro delle piattaforme certificate. Gli operatori economici devono dunque conoscere, monitorare e utilizzare diversi sistemi informatici per partecipare alle gare.
- In luglio 2024 l’ANAC ha pubblicato la relazione sulla consultazione in merito alle criticità del Codice[6], evidenziandone numerose, tra cui la qualificazione degli operatori economici per gli appalti superiori a 150.000 euro.